# Morte per caduta di noci di cocco

Cartello a Honolulu che invita a prestare attenzione alla caduta di noci di cocco dalle piante

La morte per caduta di noci di cocco è una morte accidentale che avviene quando delle noci di cocco, staccandosi dai loro alberi, colpiscono degli individui causando lesioni fatali alla schiena, alle spalle o alla testa.
Sebbene sia decisamente ridotto il numero di morti a causa della caduta di noci di cocco ogni anno nel mondo, a partire dagli anni ottanta si è diffusa la leggenda metropolitana secondo la quale siano 150 le vittime di tali frutti e questa statistica errata è stata spesso messa a confronto con il numero di decessi causati dagli squali ogni anno, che è di circa cinque.

## Premessa
Le noci di cocco provengono dalla palma da cocco (Cocos nucifera), che può raggiungere un'altezza di 30 metri. Le sue foglie paripennate sono lunghe dai 4 ai 6 metri e sono composte da foglioline lunghe dai 60 ai 90 centimetri. Quando le foglie più vecchie si staccano lasciano il tronco liscio. Solitamente, una palma comune produce meno di 30 frutti ogni anno, tuttavia gli alberi più maturi e prosperosi possono fruttare fino a 75 noci ogni anno. Una noce di cocco di dimensioni normali pesa circa 1,44 kg. Le palme vengono coltivate in oltre ottanta paesi del mondo, con una produzione totale di 61 milioni di tonnellate di frutti all'anno.

## Storia
Le notizie storiche sulla morte effettiva della noce di cocco risalgono al 1770 e tali frutti si sono anche rivelati fatali nel Sud Pacifico durante la seconda guerra mondiale. Alcuni resoconti riportano che, durante il conflitto, le forze armate giapponesi inserirono all'interno dei frutti tropicali delle bombe a mano insieme a dell'acido.
L'origine della leggenda sulla morte causata dalla caduta di noci di cocco nacque da un documento di ricerca del Dr. Peter Barss, intitolato "Injuries Due to Falling Coconuts" pubblicato nel Journal of Trauma (oggi noto come Journal of Trauma and Acute Care Surgery) del 1984. Nel suo articolo, Barss sosteneva che in Papua Nuova Guinea (il luogo in cui si trovava) il 2,5% dei ricoveri per trauma nell'arco di quattro anni riguardava i feriti dalla caduta di noci di cocco fra i quali vi erano due morti e suppose erroneamente che le morti dovute alla caduta di noci di cocco fosse pari a 150, statistica che si basava sul presupposto che altri luoghi avrebbero subito un simile tasso di morti dovuti alla caduta di tali frutti. Nel mese di marzo del 2012, Barss ha ricevuto un "Premio Ig Nobel" dagli Annals of Improbable Research per aver condotto uno studio che "non può o non deve essere replicato". Dopo aver ricevuto quel riconoscimento umoristico, Barss ha dichiarato al Canadian Medical Association Journal che "quando si trattano questi infortuni ogni giorno, la cosa non è affatto divertente."

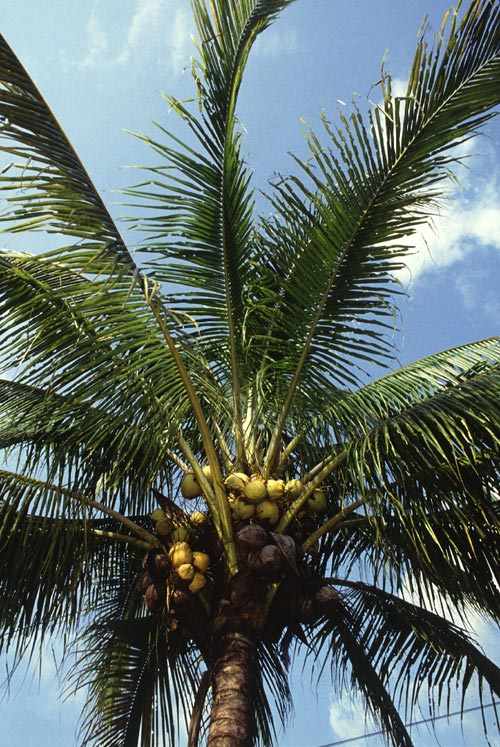
Una palma da cocco

In seguito alla pubblicazione dello studio di Barss, iniziarono a diffondersi affermazioni esagerate sul numero di morti da parte delle noci di cocco. I resoconti sulla morte della noce di cocco divennero così diffusi che The Straight Dope, una rubrica online dedicata ai falsi miti, affermò che era diventata una leggenda metropolitana. Lo scrittore Joel Best ha descritto questa teoria come l'"equivalente giornalistico di una leggenda contemporanea". Un'analisi dello Shark Research Institute ha citato un comunicato stampa della Club Travel, una compagnia di assicurazioni di viaggio con sede nel Regno Unito, che contribuì a diffondere la leggenda metropolitana. Nel tentativo di commercializzare un'assicurazione di viaggio per le persone che viaggiano in Papua Nuova Guinea, il comunicato affermava che le noci di cocco erano "dieci volte più pericolose degli squali". Durante il mese di maggio del 2002, la leggenda guadagnò nuovo slancio quando il direttore dell'International Shark Attack File George H. Burgess ribadì nuovamente che "(tutte) le noci di cocco uccidono 150 persone in tutto il mondo ogni anno".
Nel 2002, la preoccupazione per il rischio di mortalità dovuto alla caduta delle noci di cocco ha portato i funzionari locali nel Queensland, in Australia, a rimuovere le piante di cocco dalle spiagge.